# Graafschap Opper-Salm
Het graafschap Opper-Salm of  wild- en rijngraafschap 'Opper-Salm' ,  was een graafschap in het Heilige Roomse Rijk dat bestuurd werd door het geslacht Salm. Het graafschap Salm werd in 1165 verdeeld in twee graafschappen: Neder-Salm (in de Ardennen) en Opper-Salm (in de Vogezen in het huidige Frankrijk) dat zich ontwikkelde tot het 'vorstendom Salm'.
In 1246 ontstond het geslacht Salm-Blankenburg doordat Opper-Salm zich splitste in het gelijknamige geslacht Opper-Salm en Salm-Blankenburg. Dit gebeurde weer in 1431, waarbij het geslacht Salm-Badenweiler ontstond. In 1499 splitste Oppersalm in twee wild- en rijngraafschappen: Salm-Dhaun en Salm-Kyrburg. De laatste vorst van Opper-Salm was Johan VI. Zijn dochter Eva was de moeder van Maria van Württemburg, die huwde met hertog Hendrik II van Brunswijk-Wolfenbüttel.

## Wild- en rijngraven
- Hendrik I (1163-1210)
- Hendrik II (1210-1240)
- Hendrik III (1240-1293)
- Johan I (1293-1326)
- Nicholaas I (1326-1343)
- Johan II (1343-1351)
- Simon I (1351-1360)
- Johan III (1360-1386)
- Johan IV (1386-1431)
- Simon III (1431-1475)
- Johan V (1475-1495)
- Johan VI (1495-1499)